# فرط فيتامين أ

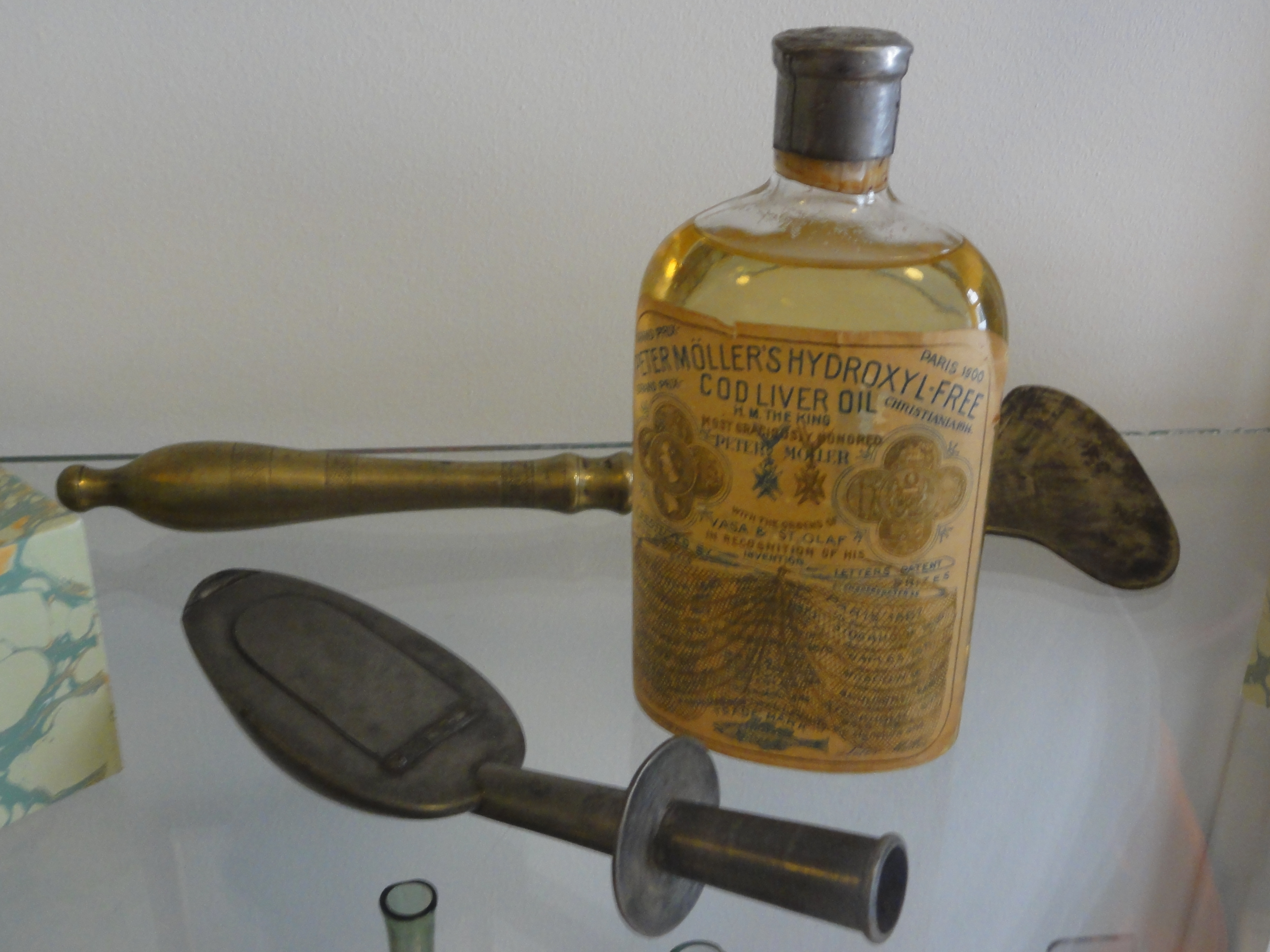
زيت كبد الحوت - a potentially toxic source of Vitamin A: Hypervitaminosis A can result from ingestion of too much vitamin A from diet, supplements, or prescription medications.

فرط الفيتامين أ (بالأنجليزية:Hypervitaminosis A) يشير إلى الآثار السامة نتيجة تناول جرعة زائدة من فيتامين أ.
تظهر الأعراض نتيجة لتغيير التمثيل الغذائي للعظم وتغيير التمثيل الغذائي للفيتامينات الأخرى القابلة للذوبان في الدهون.ويعتقد أن فرط الفيتامين A حدث في البشر في وقت مبكر، واستمرت المشكلة طوال تاريخ البشرية.

## العلامات والأعراض
الأعراض قد تشمل:
- التليين غير طبيعي للعظام الجمجمة (التابس القحفي في الرضع والأطفال)
- زغللة العين
- آلام أو تورم العظام
- انتفاخ اليافوخ (الرضع)
- التغييرات في الوعي
- قلة الشهية
- دوخة
- ازدواج الرؤية (أطفال صغار)
- نعاس
- صداع
- التكلس المخاطي في المعدة[2]
- تكلس صمام القلب
- فرط كالسيوم الدم
- زيادة الضغط داخل الجمجمة ويكون في صورة وذمة دماغية، وذمة حليمة، وصداع[3] (قد يشار إليها باسم ارتفاع ضغط الدم داخل الجمجمة مجهول السبب).
- التهيج
- تلف الكبد.[4][5][6][7][8][9][10][11][12]
- غثيان
- ضعف الوزن (في الرضع والأطفال)
- تغيرات الجلد والشعر
- تشققات في زوايا الفم
- تساقط الشعر
- حساسية أعلى لأشعة الشمس
- البشرة والشعر الدهنيين
- إغلاق مشاشي سابق لأوانه[13][14][15][16][17]
- تقشير الجلد، والحكة
- الكسر العفوي[18][19]
- تلون الجلد باللون الأصفر
- الحكة اليوريمية[20]
- تغييرات في الرؤية
- القيء

## الأسباب

### أنواع فيتامين أ
- بروفيتامين الكاروتينات - مثل البيتا كاروتين - من المتسحيل إلى حد كبير أن تسبب سميَّة لأن تحولها إلى ريتينول منظم بدرجة كبيرة.[19] لم يتم الإبلاغ عن أي سمية من فيتامين أ من أي وقت مضى نتيجة تناول كميات مفرطة من الكاروتينات.[21] الإفراط في تناول البيتا كاروتين يمكن أن يسبب فقط وُجودُ الكاروتين في الدَّم أو كاروتينميَّة، وهي حالة تجميلية غير ضارة قابلة للانعكاس يتحول فيها الجلد للون البرتقالي.
- فيتامين أ مُسبق التشكل ".Preformed vitamin A"[19][19]